# Cité des arts et des nouvelles technologies de Montréal
Pour les articles homonymes, voir Cité des arts.
La Cité des arts et des nouvelles technologies de Montréal est une organisation qui a présenté entre 1986 et 1996 les expositions annuelles internationales Images du futur. Ces expositions d'été, de 3 à 4 mois, ont accueilli chaque année une trentaine d'artistes présentant des œuvres d'art électronique, des œuvres d'art multimédia et des œuvres d'art numérique ainsi que des images numériques, des animations par ordinateur et des installations interactives. Ces expositions ont joué un rôle de pionnier pour faire découvrir et reconnaître les artistes auprès du grand public.

## Historique
La Cité des arts et des nouvelles technologies de Montréal a été créée en 1985 par Ginette Major et Hervé Fischer pour organiser les expositions Images du futur, qui ont été présentées à partir de 1986 dans l'ancienne gare terminale du Vieux-Port de Montréal (5 000 m2).
En 1987, la Cité des arts et des nouvelles technologies de Montréal a institué la compétition internationale d'animation par ordinateur Images du Futur qui a présenté chaque été dans une salle de cinéma les nouvelles productions de l'année et organisé une soirée prestigieuse de remise des prix, sélectionnés par un jury international.
La compétition Images du Futur a développé un partenariat régulier avec ses équivalents français (Imagina, organisé par l'Institut national de l'audiovisuel à Monte-Carlo et le NICOGRAPH à Tokyo). Les prix Images du futur ont récompensé les meilleures productions artistiques, incluant des prix pour l'industrie, le cinéma, la publicité, les productions pour les enfants, et les médias. On y comptait aussi des prix pour les étudiants et des prix du public. Rapidement, l'exposition Images du futur a été couplée chaque été à une exposition scientifique (astrophysique, génétique, reproduction humaine, l'imagerie scientifique et médicale, etc.) ou de design et de domotique. À ce titre, elle a coproduit des expositions avec le Musée de l'Homme de Paris et le Musée de la civilisation de Québec, l'Exploratorium de San Francisco.
À partir de 1995, la Cité des arts et des nouvelles technologies de Montréal s'est installée dans un édifice patrimonial du Vieux-Montréal, où elle a pu développer des activités permanentes. Les archives (catalogues des expositions, photos, bandes vidéo, reportages, textes, catalogues et documents d'artistes) sont disponibles au Centre de documentation et de recherche de la Fondation Daniel Langlois. La Cité a organisé et participé à des expositions à l'étranger, notamment au Festival des arts électroniques (Rennes, France), au FAUST (Toulouse, France), à Munich, à Rochester au Musée Kodak (États-Unis).
Les fondateurs de la Cité des arts et des nouvelles technologies de Montréal, Ginette Major et Hervé Fischer ont reçu le premier prix Leonardo-Make Peace Tsao (MIT-Press, États-Unis) pour leur engagement en faveur de l'art et de la science en 1998.

## Le premier café électronique au Canada
En 1995, la Cité des arts et des nouvelles technologies de Montréal a ouvert le premier café électronique au Canada, qui a connu un succès international, accueillant de nombreux curieux, des délégations étrangères et des équipes de tournage de télévision du monde entier. Des événements artistiques, commerciaux et industriels ainsi que des conférences de presse gouvernementales et corporatives s'y sont succédé. Le café électronique a déménagé dans l'ancien édifice de Radio-Canada boulevard René Lévesque à Montréal de 1998 jusqu'en 2002. Simultanément, les responsables de la Cité ont créé le Cybermonde, un espace consacré aux enfants qui était en même temps une vitrine pédagogique de produits numériques cédéroms, de sites web et de jeux éducatifs pour les enfants des écoles.

## Téléscience
En 1990, Hervé Fischer a créé dans le cadre de la Cité des arts et des nouvelles technologies de Montréal le Festival international du film scientifique du Québec, qui s'est tenu annuellement simultanément à Montréal et au Musée de la civilisation de Québec et qui comportait en plus de la programmation une circulation de documentaires scientifiques dans tout le Québec toute l'année et une compétition internationale des meilleures productions et des séries de grandes conférences auxquelles ont participé des prix Nobel comme Ilya Prigogine, le découvreur du virus du sida, le Professeur Montaigner, Jean-Michel Cousteau, des producteurs de films, des chercheurs et écrivains tels que Pierre Dansereau, Hubert Reeves, Jacques Testart, Louise Vandelac. Hervé Fischer a dirigé ce festival, qu'il a rebaptisé Téléscience en 1995, jusqu'en 2000. Téléscience a été un partenaire régulier des autres festivals de documentaires scientifiques de télévision, notamment les Rencontres Images et Science du CNRS (France).

## Le MIM - Marché international du Multimédia
Créé en 1992 par Hervé Fischer dans le cadre de la Cité des arts et des nouvelles technologies de Montréal, le MIM (Multimedia International Market en anglais) a été l'un des premiers marchés internationaux de produits numériques. Il comportait un cycle de grandes conférences et la remise des MIM d'or. Il a célébré tant les productions artistiques et culturelles que les innovations industrielles et commerciales jusqu'en 2003. En 1998, le MIM a été partie prenante du Sommet de la Francophonie, largement consacré aux technologies numériques.

## La FIAM -Fédération internationale des associations de multimédia
C'est aussi dans le cadre de la Cité des arts et des nouvelles technologies de Montréal et du MIM qu'Hervé Fischer a créé en 1997 la FIAM, regroupant les associations de PME de produits et services numériques d'une soixantaine de pays, qui a tenu successivement ses Sommets du multimédia à Montréal en 1999, à Abou Dabi (Émirats arabes unis) en 2001, à Montreux (Suisse) en 2002, à Beijing en 2004 et à Shenyang en 2009. Hervé Fischer en a constamment été réélu président. La FIAM est accréditée auprès des Nations Unies (programme ECOSOC de développement économique et social).

### Liste des artistes exposés - Images du futur
En 11 ans, ces expositions ont accueilli plus d'un million de visiteurs. Chaque année un pays était invité d'honneur. Ainsi ont été présentés les artistes canadiens, français, japonais, américains, australiens, allemands, notamment, mais aussi des artistes d'Amérique latine, de Russie, de Chine, et même d'Afrique.
On a pu y voir les œuvres de quelque 500 artistes au fil des années, les uns jeunes et encore inconnus, les autres déjà internationalement célébrés, tels : 
- Nam June Paik,
- Bruce Nauman,
- Lillian Schwartz,
- Charles Csuri,
- Christa Sommerer et Laurent Mignonneau,
- Michel Bret,
- Edmond Couchot,
- Laurie Anderson,
- Catherine Ikam,
- Michael Snow,
- David Rokeby,
- Katsuhiro Yamaguchi,
- George Dyens,
- Peter Weibel,
- Herbert Franke,
- Michel Jaffrenou,
- Paul Newman,
- Paul Earls,
- Yōichirō Kawaguchi,
- Dieter Jung,
- Tsai Ming-liang,
- Kenn Rinaldo,
- Sally Weber,
- Gregory Barsamian,
- Paul Sermon,
- Paul Garrin,
- Harriet Casdin-Silver,
- Betsy Connors,
- Michael Naimark,
- Otto Piene,
- Myron Krueger,
- Philippe Boissonnet,
- Richard Kriesche,
- Paul Saint-Jean,
- Bill Bell,
- Evergon,
- Ed Tannenbaum,
- Sally Weber,
- Joan Truckenbrod,
- Mary Alton,
- Allan Rath,
- Tanaka,
- Jim McIntyre,
- Michael Medora,
- Alain Fleischer,
- Patrick Boyd,
- Art + Com,
- Walter Giers,
- Alex Kempkens,
- David Durlach,
- Vito Orazem,
- Michael Bielicky,
- Fischli et Weiss,
- Lynn Hershman,
- William Latham,
- Eve Ramboz,
- Erik Samakh,
- Alejandro et Moira Sina,
- Bill Spinhoven,
- Vincent John Vincent,
- Ted Victoria,
- Peter Oppenheimer,
- Setsuko Ishii,
- Michael Page,
- Ling Feng,
- Michael Hayden,
- Marie-Andrée Cossette,
- Claudette Abrams,
- Meryn Cadell,
- Hans Donner,
- Iroshi Iguchi,
- Melvin Prueitt,
- Christian Schiess,
- Doris Vila,
- Bill Parker,
- Milton Komisar,
- Darcy Gerbarg,
- Clyde Lynds,
- Laurence Gartel,
- Sam More,
- Dan Schweitzer,
- Rudie Berkhout,
- Melissa Crenshaw,
- Ned Greene,
- Daniel Hogue,
- J.-P. Levis,
- Robert McDermott,
- Andrea Robertson,
- Ralf Rosowski,
- Ken Vincent,
- Peter Vogel,
- Pierre Tremblay,
- Peter Miller,
- Lück et Orazem,
- Jean Gilles,
- Marie-Helene Tramus,
- Karl Hauser,
- Bruce Evans,
- Jean Dupuy,
- Brigitte Burgmer,
- Pierrick Sorin,
- John McCormack,
- Emmanuel Carlier,
- Bill Vorn,
- Louis-Philippe Demers,
- Don Ritter,
- Marjorie Franklin,
- Fred Unterseher,
- Beverley Reiser,
- Guy Marsden,
- Lilin Lalich,
- Sabine Porada,
- Michael Bielický,
- Yannick B. Gélinas,